# Yognogo
Yognogo est une commune rurale du Mali de l'arrondissement central de Koutiala, dans le cercle de Koutiala et la région de Koutiala.Elle a pour chef-lieu la localité de Famessasso.
La commune couvre une superficie de 66 km2 et comprend trois villages (Bereniakan, Famessasso et Koumbri). Lors du recensement de 2009, elle comptait 5 700 habitants. 

## Villages
La commune s'étend sur 3 localités relevées lors du recensement général de 2009 :
- Kombri (2 048 habitants)
- Famessasso (1 976 habitants)
- Bereniakan (744 habitants)